# Italia ai X Giochi paralimpici estivi
L'Italia partecipò ai X Giochi paralimpici estivi di Atlanta fra il 16 e il 25 agosto 1996 con una delegazione di 84 atleti. Gli azzurri si aggiudicarono complessivamente 45 medaglie: 11 d'oro, 20 d'argento e 14 di bronzo.

## Medaglie

### Medagliere per discipline
| Discipline       | Oro | Argento | Bronzo | Totale |
| ---------------- | --- | ------- | ------ | ------ |
| Atletica leggera | 4   | 4       | 5      | 13     |
| Ciclismo         | 3   | 2       | 1      | 6      |
| Nuoto            | 2   | 4       | 1      | 7      |
| Scherma          | 1   | 7       | 1      | 9      |
| Tennistavolo     | 0   | 0       | 1      | 1      |
| Tiro a segno     | 0   | 1       | 4      | 5      |
| Tiro con l'arco  | 1   | 2       | 1      | 4      |
| Totale           | 11  | 20      | 14     | 45     |

### Medaglie d'oro
| Medaglia | Nome                                            | Disciplina       | Evento                       | Data |
| -------- | ----------------------------------------------- | ---------------- | ---------------------------- | ---- |
| Oro      | Alvise De Vidi                                  | Atletica leggera | 400 m - classe T50           |      |
| Oro      | Alvise De Vidi                                  | Atletica leggera | 800 m - classe T50           |      |
| Oro      | Aldo Manganaro                                  | Atletica leggera | 100 m - classe T12           |      |
| Oro      | Maurizio Nalin                                  | Atletica leggera | pentathlon - classe P53-57   |      |
| Oro      | Giancarlo Galli Paolo Botti                     | Ciclismo         | Sprint 200 m                 |      |
| Oro      | Claudio Costa Patrizia Spadaccini               | Ciclismo         | inseguimento                 |      |
| Oro      | Claudio Costa Patrizia Spadaccini               | Ciclismo         | chilometro da fermo          |      |
| Oro      | Luca Pancalli                                   | Nuoto            | 50 m dorso - classe S4       |      |
| Oro      | Luca Pancalli                                   | Nuoto            | 50 m farfalla - classe S4    |      |
| Oro      | Mariella Bertini                                | Scherma          | Spada individuale - classe B |      |
| Oro      | Paola Fantato Roberta Lazzaroni Sandra Truccolo | Tiro con l'arco  | a squadre                    |      |

### Medaglie d'argento
| Medaglia | Nome                                                           | Disciplina       | Evento                          | Data |
| -------- | -------------------------------------------------------------- | ---------------- | ------------------------------- | ---- |
| Argento  | Carlo Durante                                                  | Atletica leggera | Maratona - classe T10           |      |
| Argento  | Alvise De Vidi                                                 | Atletica leggera | 1500 m - classe T50             |      |
| Argento  | Maurizio Nalin                                                 | Atletica leggera | Lancio del disco - classe F56   |      |
| Argento  | Aldo Manganaro                                                 | Atletica leggera | 200 m - classe T12              |      |
| Argento  | Giancarlo Galli Pasquale Campedelli                            | Ciclismo         | Corsa su strada                 |      |
| Argento  | Damiano Zanotti Manuela Agnese                                 | Ciclismo         | sprint 200 m                    |      |
| Argento  | Luca Pancalli                                                  | Nuoto            | 50 m stile libero - classe S4   |      |
| Argento  | Luca Pancalli                                                  | Nuoto            | 100 m stile libero - classe S4  |      |
| Argento  | Luca Pancalli                                                  | Nuoto            | 200 m stile libero - classe S4  |      |
| Argento  | Marina Tozzini                                                 | Nuoto            | 400 m stile libero - classe S9  |      |
| Argento  | Mariella Bertini Laura Presutto Rosalba Vettraino              | Scherma          | Fioretto a squadre              |      |
| Argento  | Rosalba Vettraino                                              | Scherma          | Spada individuale - classe B    |      |
| Argento  | Soriano Ceccanti                                               | Scherma          | Spada individuale - classe B    |      |
| Argento  | Gerardo Mari                                                   | Scherma          | Sciabola individuale - classe B |      |
| Argento  | Alberto Pellegrini                                             | Scherma          | Spada individuale - classe A    |      |
| Argento  | Alberto Pellegrini                                             | Scherma          | Fioretto individuale - classe a |      |
| Argento  | Soriano Ceccanti Ernesto Lerre Gerardo Mari Alberto Pellegrini | Scherma          | Spada a squadre                 |      |
| Argento  | Santo Mangano                                                  | Tiro a segno     | Carabina - classe SH2           |      |
| Argento  | Sandra Truccolo                                                | Tiro con l'arco  | classe W2                       |      |
| Argento  | Giuseppe Gabelli Marco Mai Luciano Malovini                    | Tiro con l'arco  | a squadre classe W1-W2          |      |

### Medaglie di bronzo
| Medaglia | Nome                                                                  | Disciplina       | Evento                            | Data |
| -------- | --------------------------------------------------------------------- | ---------------- | --------------------------------- | ---- |
| Bronzo   | Samanta Meneghelli                                                    | Atletica leggera | 3000 m - classe T10-11            |      |
| Bronzo   | Maria Ligorio                                                         | Atletica leggera | 200 m - classe T10                |      |
| Bronzo   | Maria Ligorio                                                         | Atletica leggera | 400 m - classe T10                |      |
| Bronzo   | Aldo Manganaro                                                        | Atletica leggera | 400 m - classe T12                |      |
| Bronzo   | Maurizio Nalin                                                        | Atletica leggera | Getto del peso - classe F56       |      |
| Bronzo   | Giancarlo Galli Paolo Botti                                           | Ciclismo         | Chilometro da fermo               |      |
| Bronzo   | Marina Tozzini                                                        | Nuoto            | 100 m farfalla - classe S9        |      |
| Bronzo   | Giuseppe Alfieri Soriano Ceccanti Alberto Pellegrini Alberto Serafini | Scherma          | Fioretto a squadre                |      |
| Bronzo   | Marisa Nardelli                                                       | Tennistavolo     | Singolo - classe 5                |      |
| Bronzo   | Oscar De Pellegrin                                                    | Tiro a segno     | match inglese - classe SH1        |      |
| Bronzo   | Santo Mangano                                                         | Tiro a segno     | Fucile ad aria 3X40 - classe SH2  |      |
| Bronzo   | Santo Mangano                                                         | Tiro a segno     | Fucile ad aria prono - classe SH2 |      |
| Bronzo   | Antonio Martella                                                      | Tiro a segno     | Pistola ad aria - classe SH1      |      |
| Bronzo   | Paola Fantato                                                         | Tiro con l'arco  | olympic round - classe W2         |      |

### Plurimedagliati
| Nome               | Disciplina            | Oro | Argento | Bronzo | Totale |
| ------------------ | --------------------- | --- | ------- | ------ | ------ |
| Luca Pancalli      | Nuoto                 | 2   | 3       | 0      | 5      |
| Alvise De Vidi     | Atletica leggera      | 2   | 1       | 0      | 3      |
| Claudio Costa      | Ciclismo              | 2   | 0       | 0      | 2      |
| Aldo Manganaro     | Atletica leggera      | 1   | 1       | 1      | 3      |
| Giancarlo Galli    | Ciclismo              | 1   | 1       | 0      | 2      |
| Mariella Bertini   | Scherma in carrozzina | 1   | 1       | 0      | 2      |
| Sandra Truccolo    | Tiro con l'arco       | 1   | 1       | 0      | 2      |
| Maurizio Nalin     | Atletica leggera      | 1   | 0       | 1      | 2      |
| Paola Fantato      | Tiro con l'arco       | 1   | 0       | 1      | 2      |
| Soriano Ceccanti   | Scherma in carrozzina | 0   | 2       | 1      | 3      |
| Alberto Pellegrini | Scherma in carrozzina | 0   | 3       | 1      | 4      |
| Rosalba Vettraino  | Scherma in carrozzina | 0   | 2       | 0      | 2      |
| Gerardo Mari       | Scherma in carrozzina | 0   | 2       | 0      | 2      |
| Marina Tozzini     | Nuoto                 | 0   | 1       | 1      | 2      |
| Maria Ligorio      | Atletica leggera      | 0   | 0       | 2      | 2      |